# Kayabreen
Der Kayabreen (norwegisch, japanisch 茅氷河 Kaya-hyōga) ist ein Gletscher an der Prinz-Harald-Küste des ostantarktischen Königin-Maud-Lands. Er fließt östlich der Flettehøgda in nördlicher Richtung zur Fletta, einer Nebenbucht am südwestlichen Ufer der Lützow-Holm-Bucht.
Norwegische Kartographen nahmen anhand von Luftaufnahmen der Lars-Christensen-Expedition 1936/37 eine grobe Kartierung vor. Japanische Wissenschaftler präzisierten dies 1957 und 1984 und benannten den Gletscher 1989. Namensgeber ist Seiji Kaya (1898–1988), Präsident des japanischen Wissenschaftsausschusses und Unterstützer der japanischen Antarktisforschung in den 1950er Jahren. Wissenschaftler des Norwegischen Polarinstituts übertrugen die Benennung 1990 ins Norwegische.